# 珊瑚海冰川
72°33′S 168°27′E / 72.550°S 168.450°E
珊瑚海冰川（英語：Coral Sea Glacier）是南極洲的冰川，位於維多利亞地的博克格雷溫克海岸，最終注入塔克冰川，由新西蘭的探險隊命名，現時由南極條約體系管理。